# Reasonable Doubt
Reasonable Doubt es el álbum de estudio debut del rapero estadounidense Jay-Z. Fue lanzado el 25 de junio de 1996 por Priority Records y Jay-Z's Roc-A-Fella Records. El álbum cuenta con la producción proporcionada por DJ Premier, Ski, Knobody y Clark Kent, y también incluye aparición como invitado s de Memphis Bleek, Mary J. Blige, Jaz-O y the Notorious B.I.G., entre otros. El álbum presenta temas de mafioso rap y letras descarnadas sobre el estilo de vida "estafador" y las obsesiones materiales.
Razonable Doubt debutó en el número 23 en los EE. UU. Billboard 200, en el que estuvo en las listas durante 18 semanas. Fue promocionado con cuatro sencillos; incluyendo "Ain't No Nigga" y " Can't Knock the Hustle". Duda razonable fue certificado Platino por la Recording Industry Association of America (RIAA) y, a partir de 2006, ha vendido 1,5 millones de copias en los Estados Unidos. Un éxito de crítica, ha sido clasificado en las listas de varias publicaciones de los mejores álbumes de rap de todos los tiempos, mientras que muchos fanáticos del hip hop lo han visto como el mejor trabajo de Jay-Z.
En agosto de 2019, Razonable Doubt se lanzó en plataformas digitales y de transmisión bajo el sello independiente de Roc Nation, Equity Distribution.

## Antecedentes y grabación

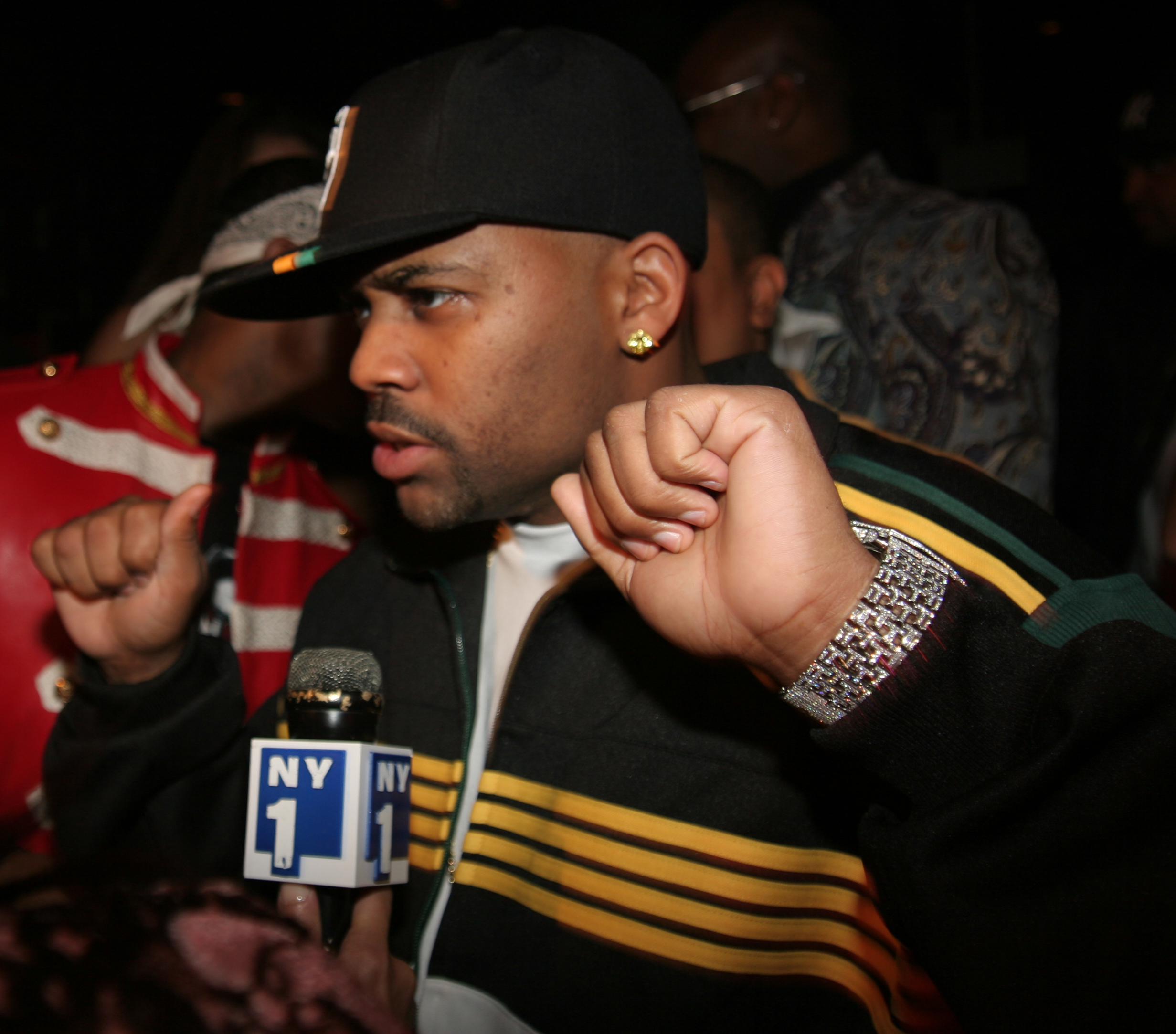
Damon Dash es actualmente uno de los propietarios del sello discográfico Roc-A-Fella Records, junto con Jay-Z y Kareem "Biggs" Burke.

Shawn Corey Carter, más conocido en el medio artístico como Jay-Z, creció en un complejo de viviendas públicas llamado Marcy Houses, ubicado en distrito neoyorquino de Brooklyn (Estados Unidos). Desde muy joven trató con drogas y armas. Asistió al Eli Whitney High School, donde fue compañero del rapero The Notorious B.I.G.. Su mentor fue Jay-O, un rapero de la época. A finales de los años 1980 grabaron un tema llamado «The Originators». Unos años después, en 1996, Jay-Z y dos amigos, Damon Dash y Kareem «Biggs» Burke, constituyeron su propio sello discográfico: Roc-A-Fella Records.
Reasonable Doubt fue publicado ese mismo año y a través de dicho sello. Debutó en el tercer puesto de R&B Albums, una lista semanal publicada por Billboard en Estados Unidos. Fue grabado en D&D Studios y mezclado en Platinum Island Recording Studios Inc. Canciones como «Can't Knock the Hustle» fueron producidas por Knobody (productor americano de rhythm and blues), en la casa de su madre. Otro productor llamado "Ski", colaboró con los temas «Dead Presidents II» y «Feelin' It». Las sesiones de grabación fueron dominadas por varios productores, entre los que se encontraban DJ Premier, Clark Kent, Peter Panic, entre otros. La grabación de la canción «Brooklyn's Finest» duró dos meses y estuvo a cargo de Clark Kent, quien luego terminaría de grabar los coros en Giant Studios. Las sesiones en el estudio afectaron física y mentalmente a Jay-Z. En una entrevista realizada por la revista Rolling Stone, Jay-Z comentó que el estudio se había convertido en el sofá de un psiquiatra, por todo el trabajo que demandó la producción.

## Composición y producción

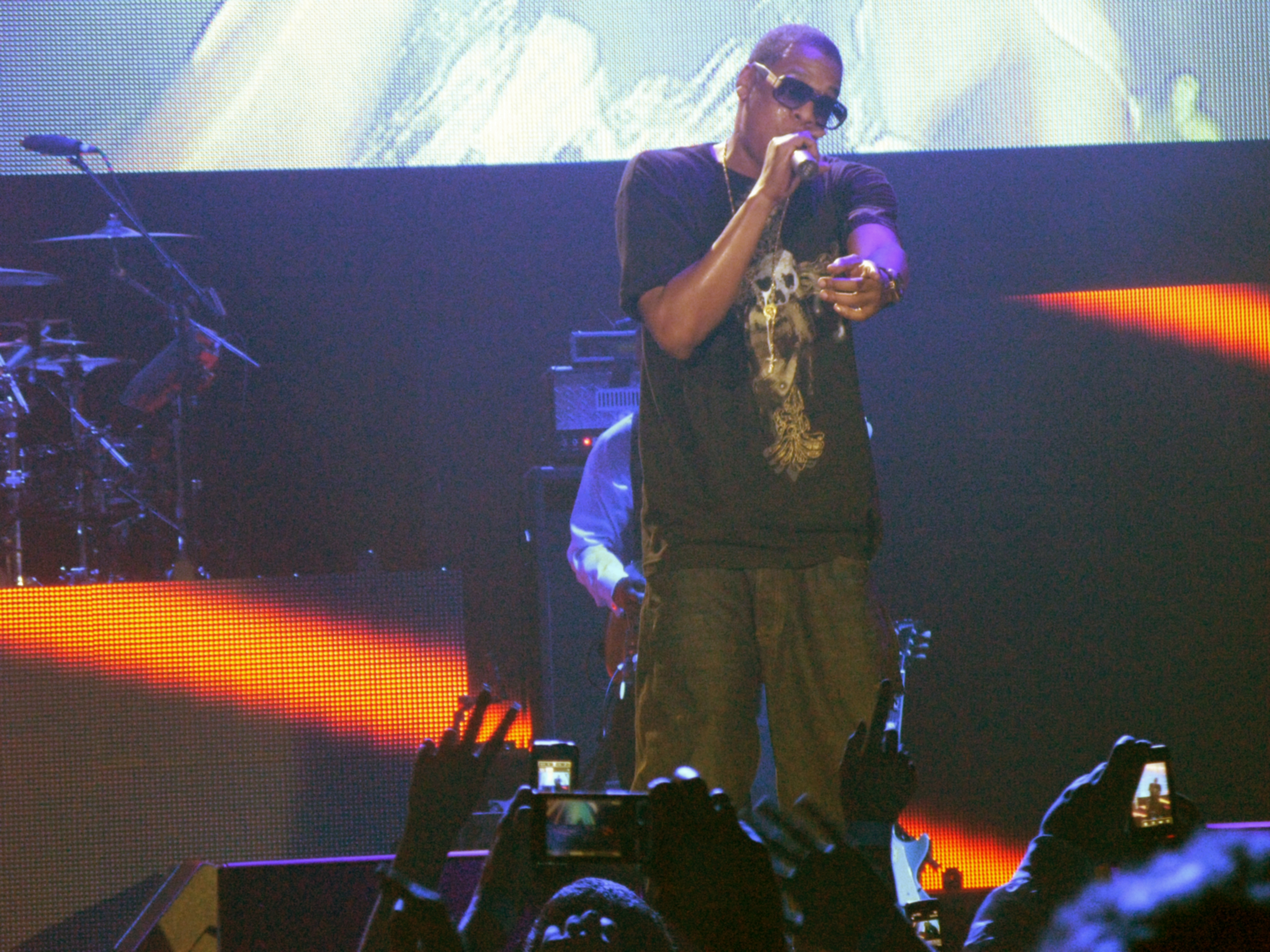
Jay-Z reflejó en este trabajo las influencias que tuvo en las calles.

Reasonable Doubt contó con la colaboración de varios productores ya establecidos en el medio artístico, como DJ Premier, Clark Kent, DJ Panic Pedro, Knobody y Ski. La producción se basó en la inclusión de diferentes géneros musicales como el soul, funk y jazz. Los estribillos de varias canciones como «Dead Presidents II», «Can I Live», «D'Evils», «Can't knock the hustle» y «Brooklyn's finest» contenían colaboraciones de otros artistas como Snoop Dogg, LL Cool J, Elton John, Ohio Players, Isaac Hayes, Marcus Miller, entre otros.
Este material discográfico fue considerado musicalmente mafioso rap, un subgénero de rap y hip hop. En el contenido lírico del álbum, Jay-Z expresó todas las acciones violentas que vivió en las calles, como la delincuencia y el tráfico de drogas. David Drake de la revista Stylus, consideró que las letras presentaban un "realismo consumado". Los temas «Ain't No Nigga» y «Brooklyn's Finest» reflejaron claramente el estilo de vida "criminal" que tenía Jay-Z. Steve Huey de Allmusic, dijo que este material fue uno de los más importantes en su época, un álbum que contribuyó al renacimiento del hip hop en los años 1990. Según Huey, este material reflejó el "talento extraordinario" de Jay-Z, un talento que se evidenció en «Dead Presidents II», «Can't Knock the Hustle», entre otros temas. Joe Schmoh de Sputnikmusic, afirmó que el contenido liríco del álbum fue "apropiado y necesario", un trabajo conceptual que por momentos reflejó aspectos negativos, pero que contenían "una cierta actitud de optimismo". Del. F. Cowie de Amazon.com, dijo que este CD mostró el "estilo de vida" de Jay-Z, una producción que lo ayudó a posicionarse dentro del mundo artístico..
Reasonable Doubt fue un material autobiográfico que popularizó el hip hop. Un álbum que sentó bases para su trabajo In My Lifetime, Vol. 1 (1997).

## Influencias

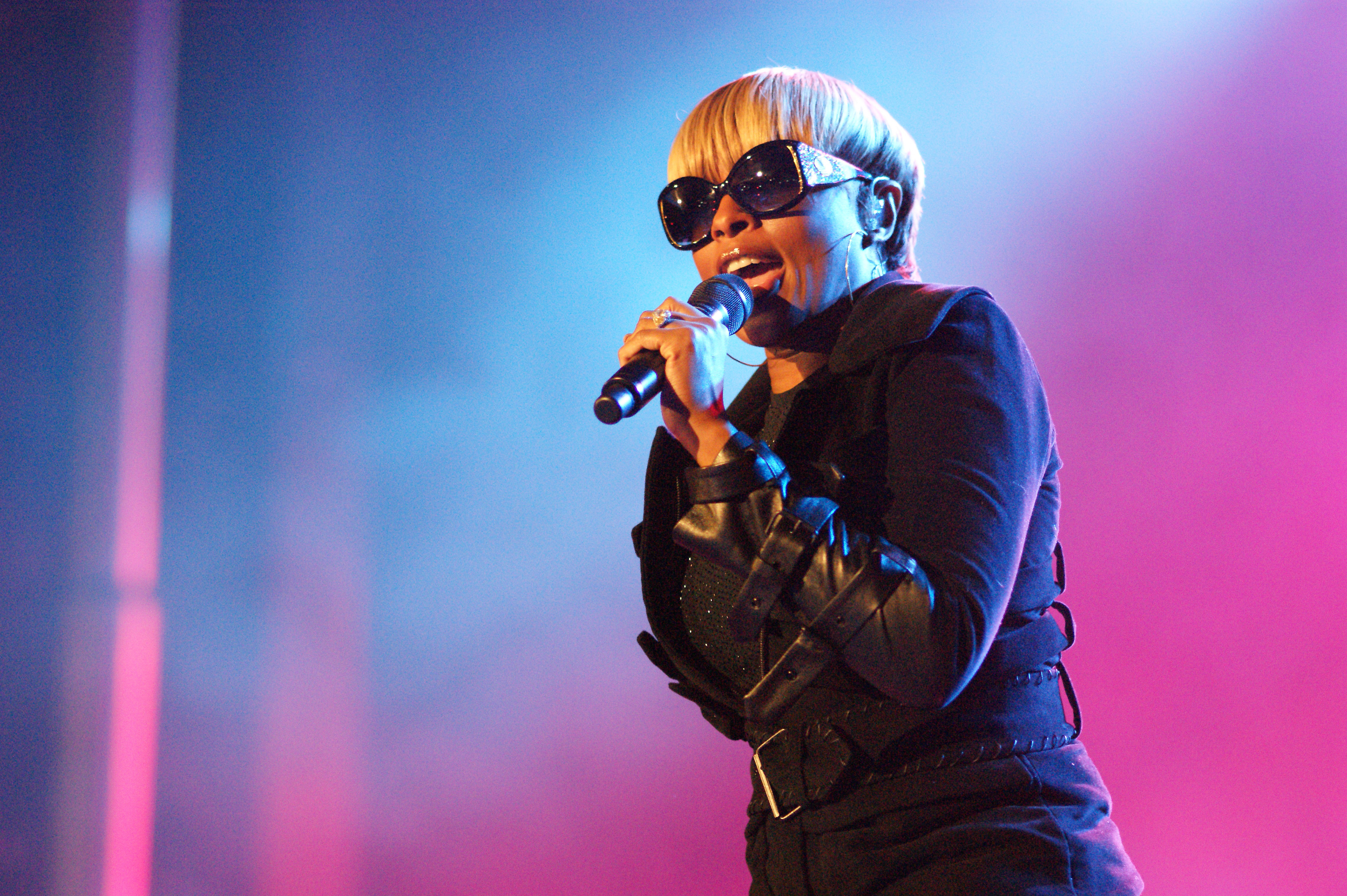
Artistas como Mary J. Blige incorporaron en sus canciones ritmos y sonidos propios de este álbum.

Antes del lanzamiento de Reasonable Doubt, otros trabajos musicales gozaron de cierta popularidad: Only Built 4 Cuban Linx de Raekwon, integrante de Wu-Tang Clan y Doe Or Die de AZ. Sin embargo, Reasonable Doubt afianzó el hip hop y definió a Jay-Z como un artista extraordinario. Según el escritor Evan McGarvey, de la revista Stylus, el grupo The Clipse trató de emular los sonidos y los ritmos de Reasonable Doubt, en una serie de álbumes conocidos como We Got It 4 Cheap.
La influencia musical de Jay-Z se extendió por todo el género hip hop; el ritmo, los sonidos y las composiciones musicales, sirvieron de referencia para otros artistas. El cantante Pete Rock implementó ritmos musicales de la canción «Bring it on», en su tema «Nothin' lesser». Otras canciones como «Shopping Bags (She Got from You)» del grupo De La Soul, presentaron samples del tema «Brooklyn's Finest».
Reasonable Doubt fue considerado uno de los mejores trabajos musicales de Jay-Z, un clásico del hip hop.

## Recepción
La revista Rolling Stone, afirmó que Reasonable Doubt fue uno de "los álbumes más esenciales de la música rap". Dijo que Jay-Z fue un artista que se caracterizó por su "destreza lírica"; un cantante con "hambre de talento". Charlie Braxton de la revista The Source, comentó que fue un "material sólido"; un álbum que ofreció canciones "cortantes e inteligentes". XXL, una revista especializada en el género hip hop, argumentó que fue uno "de los grandes debuts en la historia del rap". Dimitri Ehrlich de Entertainment Weekly, comentó que Jay-Z presentó buenos registros vocales, un "tipo auténtico". Spence D. de IGN, dijo que el tema «Brooklyn's Finest» fue uno de los "más grandes éxitos", un disco que contó con la colaboración de un referente en la música rap, The Notorious B.I.G.. Refinedhype.com, un sitio web que ofrece información musical y cultural sobre hip hop, afirmó que Reasonable Doubt fue el mejor trabajo de Jay-Z, un álbum conceptual que relataba las experiencias vividas en el mundo de las calles. Por último, manifestó que Jay-Z no sólo se limitaba a cantar, sino que también era "un hombre de negocios".
Reasonable Doubt ocupó el puesto número veintitrés de la lista Billboard 200 y la tercera posición en R&B Albums. Los cuatro sencillos que componen el álbum ocuparon las primeras posiciones en las listas de Billboard. «Ain't No Nigga» y «Dead Presidents II» lograron las primeras posiciones en el Hot Dance Music, mientras que «Can't Knock the Hustle» y «Feelin' It» alcanzaron la cuarta y undécima posición respectivamente. Fue certificado disco de platino por la Asociación de Industria Discográfica de Estados Unidos (RIAA). La revista Source lo seleccionó como uno de los mejores trabajos de la década de los años 1990. El álbum figura en el puesto 248 como uno de los 500 mejores álbumes de todos los tiempos según Rolling Stone. La revista Vibe lo ubicó en la posición 51 como uno de los álbumes más influyentes y representativos del género hip hop. Hip Hop Connection, una revista especializada en la música y cultura del hip hop, lo reconoció como uno de los 100 mejores álbumes de rap entre 1995 a 2005.

## Listado de canciones
| N.º   | Título                   | Música                                      | Duración |  |
| 1.    | «Can't Knock The Hustle» | Carter,Foster,Miller                        | 5:17     |  |
| 2.    | «Politics As Usual»      | Biggs,Carter,Willis                         | 3:41     |  |
| 3.    | «Brooklyn's Finest»      | Bonner,Carter,Franklin,Jones,Morrison,Nolan | 4:36     |  |
| 4.    | «Dead Presidents II»     | Carter,Jones,Phillips,Rock,Smith,Willis     | 4:27     |  |
| 5.    | «Feelin' It»             | Carter,Willis                               | 3:48     |  |
| 6.    | «D'Evils»                | Carter,Martin                               | 3:31     |  |
| 7.    | «22 Two's»               | Carter,Willis                               | 3:29     |  |
| 8.    | «Can I Live»             | Bacharach,Carter,Davis,Lorenzo              | 4:10     |  |
| 9.    | «Ain't No Nigga»         | Burks,Carter,Lampert,Marchand,Potter        | 4:03     |  |
| 10.   | «Friend Or Foe»          | Carter,DJ Premier,Martin                    | 1:49     |  |
| 11.   | «Coming Of Age»          | Carter,Franklin,Mtume                       | 3:59     |  |
| 12.   | «Cashmere Thoughts»      | Bohannon,Carter,Emanuel,Franklin,Ratin      | 2:56     |  |
| 13.   | «Bring It On»            | Burks,Carter,DJ Premier,Gaithers,Martin     | 5:01     |  |
| 14.   | «Regrets»                | Carter,Di Pasquale,F. Di Pasquale           | 4:34     |  |
| 52:41 |                          |                                             |          |  |

| Bonus track |                          |                              |          |  |
| N.º         | Título                   | Música                       | Duración |  |
| 15.         | «Can I Live II»          | Carter,Cox,Johnson           | 3:57     |  |
| 16.         | «Can't knock the hustle» | Carter,Lorenzo,Morgan,Wilson | 4:43     |  |
| 8:00        |                          |                              |          |  |

## Posicionamiento en las listas
- Álbum

| Año  | Trabajo          | Lista         | Posición |
| ---- | ---------------- | ------------- | -------- |
| 1996 | Reasonable Doubt | Billboard 200 | 23       |
| 1996 | Reasonable Doubt | R&B Albums    | 3        |
| 1996 | Reasonable Doubt | Chart Log UK  | 140      |

- Sencillos

| 1996-1997 | «Dead Presidents II»     | 1  | 17 | 4  | 50 |    |    |
| 1996-1997 | «Ain't No Nigga»»        | 1  | 17 | 4  | 50 | 45 | 31 |
| 1996-1997 | «Can't Knock the Hustle» | 4  | 35 | 7  | 73 | 26 |    |
| 1996-1997 | «Feelin' It»             | 11 | 46 | 13 | 79 |    |    |